# L'Amour d'un inconnu
Pour les articles homonymes, voir Love from a Stranger.
Pour plus de détails, voir Fiche technique et Distribution.
L'Amour d'un inconnu (Love from a Stranger aux États-Unis, A Stranger Walked In au Royaume-Uni) est un film américain réalisé par Richard Whorf, sorti en 1947. Il est adapté de la pièce de théâtre Love from a Stranger de Frank Vosper, elle-même inspirée de la nouvelle Philomel Cottage d'Agatha Christie.
Le film est un remake américain du film britannique L'Étrange visiteur (Love from a Stranger) de 1937.

## Synopsis
Après avoir longtemps vécu modestement, Cecily Harrington devient riche du jour au lendemain en gagnant à la loterie nationale. La jeune femme renonce alors à épouser son fiancé, Nigel Lawrence, et décide de voyager. Avant son départ, elle met son appartement en location. C'est ainsi que Cecily fait la connaissance de Manuel Cortez, un charmant étranger en quête d'un bien à louer. La jeune femme tombe aussitôt amoureuse. Tous deux se marient rapidement et partent en voyage de noces. Cecily réalise alors qu'elle connaît bien peu son époux. Elle en vient à le soupçonner d'être un chasseur de fortune, prêt à tuer pour mettre la main sur son argent.

## Fiche technique
- Titre original : Love from a Stranger
- Titre britannique : A Stranger Walked In
- Titre français : L'Amour d'un inconnu
- Réalisation : Richard Whorf
- Scénario : Philip MacDonald, d'après la pièce de théâtre Love from a Stranger de Frank Vosper, elle-même inspirée de la nouvelle Philomel Cottage d'Agatha Christie
- Direction artistique : Perry Smith
- Photographie : Tony Gaudio
- Costumes : Michael Woulfe
- Montage : Fred Allen
- Musique : Hans J. Salter
- Production : James J. Geller
- Sociétés de production : Bryan Foy Productions
- Société de distribution : Eagle-Lion Films (États-Unis)
- Pays d'origine : États-Unis
- Langue originale : anglais
- Format : Noir et blanc — 35 mm — 1,37:1 — son mono (RCA Sound System)
- Genre : Film policier
- Durée : 81 minutes
- Dates de sortie :
  - États-Unis : 15 novembre 1947
  - France : 23 novembre 1948

## Distribution
- John Hodiak : Manuel Cortez
- Sylvia Sidney : Cecily Harrington
- Ann Richards : Mavis Wilson
- John Howard : Nigel Lawrence
- Isobel Elsom : Auntie Loo-Loo
- Ernest Cossart : Billings
- Philip Tonge : Dr Gribble
- Anita Sharp-Bolster : Ethel
- Frederick Worlock : Inspecteur Hobday
- Charles Coleman (non crédité) : Portier de l'hôtel